# 克勞森紐斯 (加利福尼亞州)
克勞森紐斯（英語：Claussenius）是位於美國加利福尼亞州埃爾多拉多縣的一個非建制地區。該地的面積和人口皆未知。

## 地理
克勞森紐斯的座標為38°50′48″N 120°36′50″W / 38.84667°N 120.61389°W，而該地的平均海拔高度為1286米（即4219英尺）。